# 2016 en Côte d'Ivoire
Cet article présente les faits marquants de l'année 2016 en Côte d'Ivoire.

## Évènements

### Mars
- 13 mars : attentat de Grand-Bassam[1].

### Octobre
- 30 octobre : référendum constitutionnel en Côte d'Ivoire, la nouvelle constitution est approuvée.

### Novembre
- 8 novembre : la nouvelle constitution est promulguée, la Côte d'Ivoire entre dans la Troisième République[2],[3].

### Décembre
- 18 décembre : élections législatives en Côte d'Ivoire[4].